# La Sexta noche
La Sexta noche fue un programa de debate político, actualidad y sucesos presentado inicialmente por Iñaki López y en su última temporada por José Yélamo y Verónica Sanz. Las sustituciones corrían a cargo de Hilario Pino y Antonio Pérez Lobato. Se emitió en La Sexta desde el 26 de enero de 2013 hasta el 8 de octubre de 2022.

## Historia
La Sexta noche se estrenó el sábado 26 de enero de 2013 (en prime time) de la mano de Iñaki López y Andrea Ropero. Tiene una periodicidad semanal.
Más tarde, tras finalizar la primera temporada, Atresmedia confirmó una segunda para el 7 de septiembre del mismo año, incluyendo nuevo plató y nuevos colaboradores. Asimismo, desde el día 6 de mayo de 2017, el programa está subtitulado en directo.
Por otro lado, Andrea Ropero dejó su labor en el programa en 2019. De este modo, desde el inicio de la temporada 2019-2020, Verónica Sanz pasó a encargarse de la tarea que había desarrollado Ropero hasta entonces.
En 2021 se confirmó que Iñaki López sustituiría junto a Cristina Pardo a Mamén Mendizábal en Más vale tarde, por lo que José Yélamo, antiguo colaborador del último espacio mencionado, se puso al frente el 11 de septiembre de 2021.

## Formato
La Sexta noche es un programa que aborda la actualidad semanal mediante coloquios de debate político en las que un amplio abanico de contertulios la analizan desde su perspectiva personal. Las mismas se acompañan de piezas editadas y reportajes de investigación, en los cuales el presentador sale a la calle para vivir y recoger los testimonios de los protagonistas. El público que asiste al plató tiene la oportunidad de opinar sobre los temas que se ponen sobre la mesa, al igual que los telespectadores desde sus casas, quienes pueden hacerlo a través de las redes sociales. 
El formato reúne lo mejor de Al rojo vivo, Más vale tarde y La Sexta columna, profundizando más en los temas a debatir.

## Equipo

### Presentación
Presentador/a titular
     Copresentador/a
|               | Información                             | La Sexta | La Sexta | La Sexta | La Sexta | La Sexta | La Sexta | La Sexta | La Sexta | La Sexta | La Sexta |
| Año           |                                         | 2013     | 2014     | 2015     | 2016     | 2017     | 2018     | 2019     | 2020     | 2021     | 2022     |
| ------------- | --------------------------------------- | -------- | -------- | -------- | -------- | -------- | -------- | -------- | -------- | -------- | -------- |
| Iñaki López   | Presentador de televisión y periodista. |          |          |          |          |          |          |          |          |          |          |
| Andrea Ropero | Presentadora de televisión.             |          |          |          |          |          |          |          |          |          |          |
| Verónica Sanz | Presentadora de televisión.             |          |          |          |          |          |          |          |          |          |          |
| José Yélamo   | Presentador de televisión.              |          |          |          |          |          |          |          |          |          |          |

#### Presentadores sustitutos
- Presentador: Hilario Pino.[8]
- Copresentador: Antonio Pérez Lobato.

### Colaboradores
- Francisco Marhuenda (La Razón).
- Eduardo Inda (Okdiario).
- María Claver (La Sexta).
- Gabriel Sanz (Vozpópuli).
- Ángela Martialay (El Mundo).
- Jesús Maraña (infoLibre).
- Angélica Rubio (elPlural).
- Miguel Ángel Revilla Roiz (escritor y presidente de (Cantabria).
- Juanlu Sánchez (Eldiario.es).
- Elisa Beni (periodista).
- Antonio Maestre (subdirector de La Marea).
- Ignacio Escolar (Eldiario.es).
- Ignacio Cembrero (periodista y escritor).
- Benjamín Prado (escritor).
- Ramoncín (cantante).
- Juan Ramón Rallo (El Confidencial).
- Gonzalo Bernardos (El Economista).
- Rubén Sánchez (Facua).
- Javier Sardà (periodista).
- Estefanía Molina (El Confidencial).
- Ángel Antonio Herrera (periodista)
- José Luis Roig (lainformacion.com).
- Inma Lucas (Vozpópuli).
- Miquel Giménez (Vozpópuli).
- Santiago Martínez-Vares (asesor político).
- Alfredo Corell (inmunólogo).
- Boticaria García (nutricionista).
- César Carballo (médico).
- Julio Mayol (médico).

## Controversia

### Expulsión de Alfonso Rojo deLa Sexta noche
El sábado 5 de abril de 2014, en La Sexta noche era invitada Ada Colau, activista, fundadora de la Plataforma de Afectados por la Hipoteca y actual alcaldesa de Barcelona. Alfonso Rojo le dijo a la invitada que estaba "gordita". Iñaki López le llamó la atención varias veces y, finalmente, decidió expulsarle del plató.

### Debates entre los candidatos de partidos sin representación en el Parlamento Europeo
La Sexta noche organizó un debate el sábado 26 de mayo de 2014, con candidatos de partidos sin representación en el Parlamento Europeo. En el debate estuvieron el candidato de Ciudadanos-Partido de la Ciudadanía (Javier Nart), el de Podemos (Pablo Iglesias Turrión), el candidato de Vox (Alejo Vidal Quadras), el de Movimiento RED (Elpidio José Silva), el de Primavera Europea (Jordi Sebastià) y la candidata del Partido Animalista Contra el Maltrato Animal (Laura Duarte).

### Debates entre PP, PSOE, IU y UPyD para las elecciones europeas de 2014
La Sexta noche volvía a organizar (el sábado 3 de mayo de 2014) otro debate pero esta vez, con candidatos de partidos políticos con representación en el Parlamento Europeo. En esta ocasión asistieron Pilar del Castillo (número 4 en la lista del PP), Ramón Jáuregui (número 2 de la lista del PSOE), Paloma López Bermejo (número 2 de la lista de Izquierda Unida) y Maite Pagazaurtundua (número 2 de UPYD).

### La calle pregunta para las elecciones generales de 2015
La Sexta noche volvía a organizar la segunda ronda de «La calle pregunta» con ciudadanos de diferentes estatus social, los cuales hacían preguntas a los líderes de Izquierda Unida, Ciudadanos-Partido de la Ciudadanía, Podemos, PSOE y PP.
1. Alberto Garzón.
2. Albert Rivera.
3. Pablo Iglesias.
4. Pedro Sánchez.
5. Mariano Rajoy.

### La familia pregunta para las elecciones generales de 2016
La Sexta noche organizó, para las elecciones del 26 de junio de 2016, «La familia pregunta», con ciudadanos de diferentes estatus social, quienes preguntaban, esta vez, a los líderes de Ciudadanos-Partido de la Ciudadanía, Podemos y PSOE.
1. Albert Rivera.
2. Pablo Iglesias.
3. Pedro Sánchez.

## Audiencias
| Episodio | Temporada 1 (2013) | Temporada 2 (2013-14) | Temporada 3 (2014-15) | Temporada 4 (2015-16) | Temporada 5 (2016-17) | Temporada 6 (2017-18) | Temporada 7 (2018-19) | Temporada 8 (2019-20) | Temporada 9 (2020-21) | Temporada 10 (2021-22) | Temporada 11 (2022) |
| -------- | ------------------ | --------------------- | --------------------- | --------------------- | --------------------- | --------------------- | --------------------- | --------------------- | --------------------- | ---------------------- | ------------------- |
| 1        | 7.7%               | 10.5%                 | 8.8%                  | 7.8%                  | 10.0%                 | 8.5%                  | 7.7%                  | 7.3%                  | 7.0%                  | 5.2%                   | 4.5%                |
| 2        | 7.8%               | 6.8%                  | 8.7%                  | 7.1%                  | 8.6%                  | 8.1%                  | 7.3%                  | 7.1%                  | 7.7%                  | 4.6%                   | 4.1%                |
| 3        | 5.5%               | 10.2%                 | 10.0%                 | 7.9%                  | 9.5%                  | 8.0%                  | 7.5%                  | 6.7%                  | 8.6%                  | 5.0%                   | 5.0%                |
| 4        | 6.0%               | 6.2%                  | 10.1%                 | 10.7%                 | 9.4%                  | 9.0%                  | 8.1%                  | 8.4%                  | 9.0%                  | 8.1%                   | 4.9%                |
| 5        | 5.3%               | 6.5%                  | 16.2%                 | 8.0%                  | 16.0%                 | 13.1%                 | 7.8%                  | 7.7%                  | 7.6%                  | 6.3%                   | 5.8%                |
| 6        | 8.3%               | 8.3%                  | 13.8%                 | 10.7%                 | 10.1%                 | 12.2%                 | 7.4%                  | 6.6%                  | 8.9%                  | 6.4%                   | 5.9%                |
| 7        | 6.6%               | 8.3%                  | 14.3%                 | 9.1%                  | 9.5%                  | 9.8%                  | 9.6%                  | 11.5%                 | 7.5%                  | 5.4%                   |                     |
| 8        | 5.1%               | 8.1%                  | 16.6%                 | 10.4%                 | 10.9%                 | 11.7%                 | 8.0%                  | 11.6%                 | 8.1%                  | 5.7%                   |                     |
| 9        | 7.5%               | 6.6%                  | 15.9%                 | 9.6%                  | 10.0%                 | 12.3%                 | 7.5%                  | 8.5%                  | 8.7%                  | 5.9%                   |                     |
| 10       | 6.2%               | 6.5%                  | 15.5%                 | 9.8%                  | 10.8%                 | 9.6%                  | 7.6%                  | 7.7%                  | 7.7%                  | 5.1%                   |                     |
| 11       | 7.8%               | 8.6%                  | 15.2%                 | 12.5%                 | 8.4%                  | 8.3%                  | 8.8%                  | 8.4%                  | 6.3%                  | 5.2%                   |                     |
| 12       | 7.5%               | 6.3%                  | 12.1%                 | 10.0%                 | 8.1%                  | 8.3%                  | 8.0%                  | 7.7%                  | 6.2%                  | 5.0%                   |                     |
| 13       | 8.6%               | 8.9%                  | 12.5%                 | 9.8%                  | 8.5%                  | 7.5%                  | 6.6%                  | 7.4%                  | 6.3%                  | 5.0%                   |                     |
| 14       | 7.6%               | 8.6%                  | 10.6%                 | 13.4%                 | 10.3%                 | 8.1%                  | 6.7%                  | 6.7%                  | 8.6%                  | 5.6%                   |                     |
| 15       | 6.1%               | 10.4%                 | 12.7%                 | 8.7%                  | 8.1%                  | 7.2%                  | 9.2%                  | 6.7%                  | 7.3%                  | 5.4%                   |                     |
| 16       | 7.0%               | 9.6%                  | 15.6%                 | 10.4%                 | 8.4%                  | 7.2%                  | 8.8%                  | 6.2%                  | 7.0%                  | 5.5%                   |                     |
| 17       | 5.1%               | 8.3%                  | 11.0%                 | 9.9%                  | 8.7%                  | 7.0%                  | 7.2%                  | 5.2%                  | 5.7%                  | 4.0%                   |                     |
| 18       | 6.1%               | 8.8%                  | 11.6%                 | 9.4%                  | 7.4%                  | 6.4%                  | 6.5%                  | 7.0%                  | 5.7%                  | 5.4%                   |                     |
| 19       | 5.5%               | 8.5%                  | 11.9%                 | 11.2%                 | 7.7%                  | 5.6%                  | 7.5%                  | 8.0%                  | 7.8%                  | 5.8%                   |                     |
| 20       | 9.4%               | 7.9%                  | 11.7%                 | 10.4%                 | 8.1%                  | 6.0%                  | 7.3%                  | 7.3%                  | 7.7%                  | 5.1%                   |                     |
| 21       | 6.5%               | 9.6%                  | 16.0%                 | 12.7%                 | 7.2%                  | 6.3%                  | 10.0%                 | 5.8%                  | 8.0%                  | 4.6%                   |                     |
| 22       | 7.9%               | 7.9%                  | 14.5%                 | 11.4%                 | 7.6%                  | 7.5%                  | 9.5%                  | 6.7%                  | 7.4%                  | 7.3%                   |                     |
| 23       | 9.4%               | 8.0%                  | 9.7%                  | 10.5%                 | 10.9%                 | 5.7%                  | 6.7%                  | 6.7%                  | 8.1%                  | 4.3%                   |                     |
| 24       | 6.4%               | 9.9%                  | 10.2%                 | 10.2%                 | 7.6%                  | 7.7%                  | 8.2%                  | 6.9%                  | 8.3%                  | 8.2%                   |                     |
| 25       | 5.5%               | 10.4%                 | 10.5%                 | 9.4%                  | 7.8%                  | 5.8%                  | 9.2%                  | 6.5%                  | 7.8%                  | 11.5%                  |                     |
| 26       | 6.5%               | 8.4%                  | 13.5%                 | 11.2%                 | 7.1%                  | 8.1%                  | 7.6%                  | 6.8%                  | 7.8%                  | 9.8%                   |                     |
| 27       | 6.1%               | 8.3%                  | 10.6%                 | 11.3%                 | 7.5%                  | 9.3%                  | 7.6%                  | 6.9%                  | 6.5%                  | 7.4%                   |                     |
| 28       | 7.0%               | 7.1%                  | 11.9%                 | 9.8%                  | 6.9%                  | 7.4%                  | 8.3%                  | 12.3%                 | 7.4%                  | 7.4%                   |                     |
| 29       | 5.1%               | 9.3%                  | 10.7%                 | 9.6%                  | 7.0%                  | 9.2%                  | 6.5%                  | 8.9%                  | 7.2%                  | 7.0%                   |                     |
| 30       | 4.8%               | 7.9%                  | 11.4%                 | 8.8%                  | 8.0%                  | 8.3%                  | 8.7%                  | 8.2%                  | 6.2%                  | 6.2%                   |                     |
| 31       | 5.9%               | 10.6%                 | 10.8%                 | 8.4%                  | 6.1%                  | 7.6%                  | 8.2%                  | 9.3%                  | 6.0%                  | 7.2%                   |                     |
| 32       | 5.1%               | 7.4%                  | 9.8%                  | 9.5%                  | 10.1%                 | 9.2%                  | 8.0%                  | 8.4%                  | 5.9%                  | 6.1%                   |                     |
| 33       |                    | 8.1%                  | 12.1%                 | 10.1%                 | 7.6%                  | 8.6%                  | 9.4%                  | 8.3%                  | 7.2%                  | 3.7%                   |                     |
| 34       | 8.8%               | 13.4%                 | 10.8%                 | 9.3%                  | 6.6%                  | 9.3%                  | 7.9%                  | 8.5%                  | 5.0%                  |                        |                     |
| 35       | 9.9%               | 10.3%                 | 8.9%                  | 6.2%                  | 11.8%                 | 8.6%                  | 8.7%                  | 6.8%                  | 4.6%                  |                        |                     |
| 36       | 5.6%               | 11.2%                 | 9.7%                  | 8.0%                  | 7.7%                  | 8.9%                  | 8.6%                  | 7.7%                  | 2.8%                  |                        |                     |
| 37       | 8.5%               | 9.6%                  | 10.0%                 | 7.1%                  | 5.0%                  | 7.2%                  | 9.3%                  | 6.1%                  | 5.2%                  |                        |                     |
| 38       | 2.5%               | 7.4%                  | 9.0%                  | 7.6%                  | 9.4%                  | 4.8%                  | 9.4%                  | 5.1%                  | 2.7%                  |                        |                     |
| 39       | 15.2%              | 11.6%                 | 5.8%                  | 8.4%                  | 8.1%                  | 7.7%                  | 9.6%                  | 7.8%                  | 6.4%                  |                        |                     |
| 40       | 10.4%              | 8.9%                  | 10.9%                 | 8.3%                  | 12.5%                 | 7.7%                  | 7.9%                  | 7.9%                  | 6.0%                  |                        |                     |
| 41       | 11.2%              | 12.0%                 | 10.5%                 | 8.4%                  | 10.3%                 | 7.3%                  | 7.2%                  | 8.4%                  | 5.8%                  |                        |                     |
| 42       | 8.9%               | 9.7%                  | 9.7%                  | 6.0%                  | 10.6%                 | 7.0%                  | 8.1%                  | 6.8%                  | 5.1%                  |                        |                     |
| 43       | 11.5%              | 10.1%                 | 8.9%                  | 7.6%                  | 11.8%                 | 7.1%                  | 6.6%                  | 6.8%                  | 5.6%                  |                        |                     |
| 44       | 12.0%              | 11.3%                 | 7.9%                  | 7.8%                  | 8.8%                  | 6.2%                  | 6.8%                  | 7.2%                  | 6.3%                  |                        |                     |
| 45       | 9.2%               | 10.8%                 | 12.5%                 | 7.7%                  | 8.5%                  | 8.3%                  | 6.4%                  | 6.8%                  | 4.5%                  |                        |                     |
| 46       | 15.9%              | 11.6%                 | 10.3%                 | 6.8%                  | 10.2%                 | 6.3%                  | 8.3%                  | 7.3%                  | 4.8%                  |                        |                     |
| 47       | 13.2%              | 11.9%                 | 10.0%                 | 6.2%                  | 9.3%                  | 6.8%                  | 8.4%                  | 6.4%                  | 4.5%                  |                        |                     |
| 48       | 11.8%              | 9.5%                  | 9.0%                  | 6.5%                  | 7.7%                  | 8.0%                  | 8.1%                  | 5.7%                  | 4.9%                  |                        |                     |
| 49       | 10.1%              | 9.0%                  | 8.3%                  | 8.8%                  | 7.9%                  | 6.8%                  | 8.5%                  | 6.0%                  | 4.0%                  |                        |                     |
| 50       | 9.8%               | 8.8%                  | 6.7%                  | 6.7%                  | 6.3%                  | 5.8%                  | 6.5%                  | 4.1%                  | 3.8%                  |                        |                     |
| 51       | 8.9%               | 7.2%                  | 6.4%                  |                       | 6.3%                  | 6.3%                  | 7.8%                  | 6.0%                  | 4.8%                  |                        |                     |
| 52       | 8.1%               | 6.9%                  | 8.2%                  | 7.4%                  | 6.4%                  | 7.4%                  | 5.3%                  |                       |                       |                        |                     |
| 53       |                    |                       |                       |                       | 6.6%                  |                       |                       |                       |                       |                        |                     |
| Media    | 6.7%               | 9.0%                  | 11.5%                 | 9.7%                  | 8.3%                  | 8.5%                  | 7.7%                  | 7.8%                  | 7.1%                  | 5.6%                   | 5.0%                |

     Máximo histórico.
     Mínimo histórico.
     Máximo de temporada.
     Mínimo de temporada.

### Audiencia media
| Temporada | Temporada | Episodios | Estreno    | Final      | Audiencia media | Audiencia media |
| Temporada | Temporada | Episodios | Estreno    | Final      | Espectadores    | Cuota           |
| --------- | --------- | --------- | ---------- | ---------- | --------------- | --------------- |
|           | 1         | 32        | 26/01/2013 | 31/08/2013 | 844 000         | 6.7%            |
|           | 2         | 52        | 07/09/2013 | 30/08/2014 | 1 141 000       | 9.0%            |
|           | 3         | 52        | 06/09/2014 | 29/08/2015 | 1 334 000       | 11.5%           |
|           | 4         | 52        | 05/09/2015 | 27/08/2016 | 1 104 000       | 9.7%            |
|           | 5         | 50        | 03/09/2016 | 26/08/2017 | 920 000         | 8.3%            |
|           | 6         | 52        | 02/09/2017 | 25/08/2018 | 913 000         | 8.5%            |
|           | 7         | 53        | 01/09/2018 | 31/08/2019 | 797 000         | 7.7%            |
|           | 8         | 52        | 07/09/2019 | 29/08/2020 | 853 000         | 7.8%            |
|           | 9         | 52        | 05/09/2020 | 28/08/2021 | 748 000         | 7.1%            |
|           | 10        | 51        | 04/09/2021 | 27/08/2022 | 521 000         | 5.4%            |
|           | 11        | 6         | 03/09/2022 | 08/10/2022 | 384 000         | 5.0%            |